# Corps diplomatique

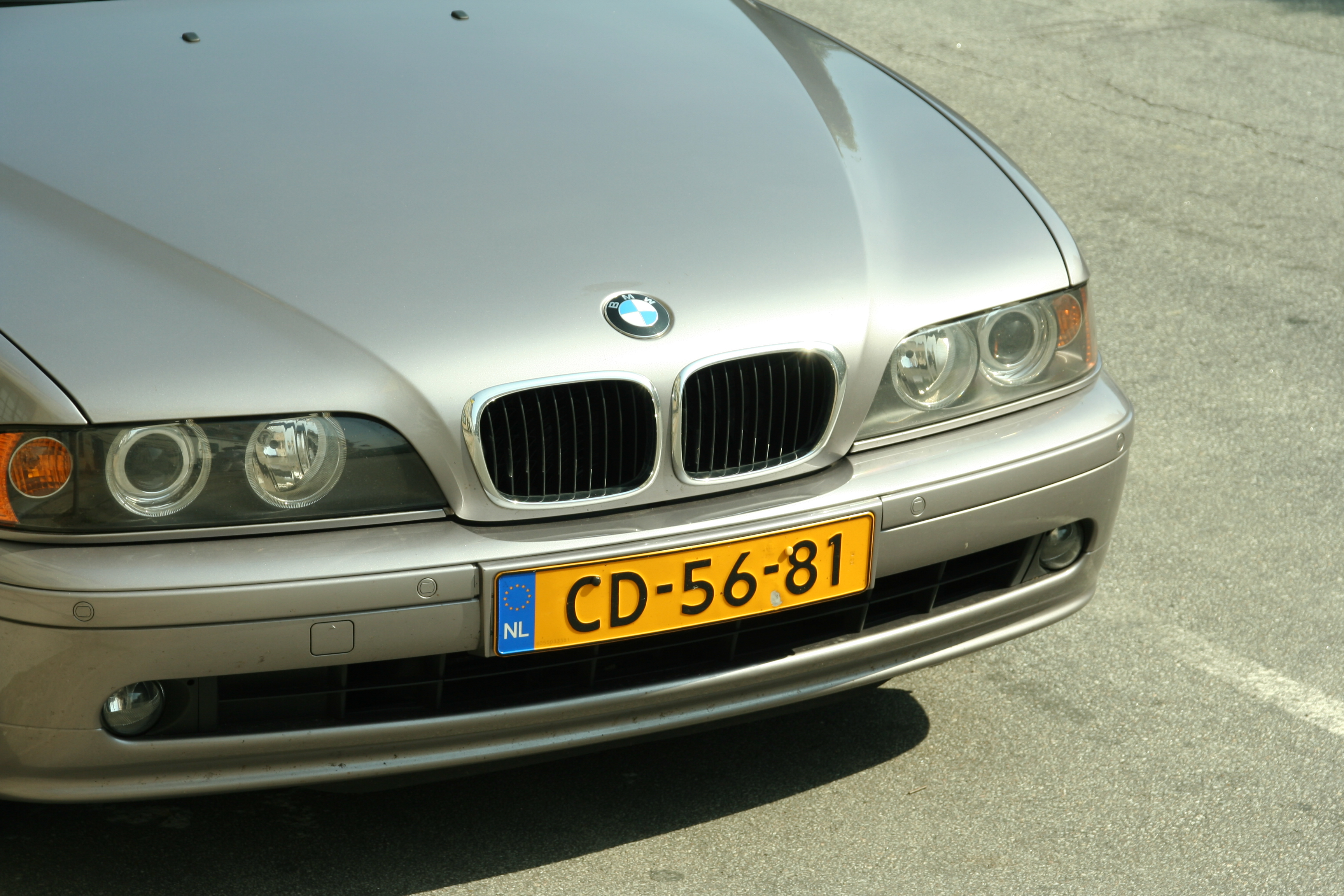
In Nederland geregistreerde auto van het corps diplomatique

Het corps diplomatique (Nederlands: diplomatiek korps, ook diplomatieke corps) bestaat uit de functionarissen die hun staat in een bepaald land vertegenwoordigen, zoals ambassadeurs en consuls(-generaal). Tot het corps diplomatique behoren ook permanente vertegenwoordigers bij internationale organisaties, zoals de Verenigde Naties, de Europese Unie en de NAVO.
In België was tot zijn emeritaat op 31 augustus 2021 Augustine Kasujja de deken van het corps diplomatique.